# Теорія ієрогліфів
Тео́рія ієро́гліфів — ідеалістична теорія, згідно з якою відчуття і уявлення людини є не копією предметів, а тільки умовними знаками (ієрогліфами), які не мають схожості з зовнішнім світом. 
Прихильники цієї теорії твердять, що наші органи чуттів не дають правильного пізнання світу, що наша свідомість не є відображенням предметів і речей об'єктивного світу. Такий погляд — прямий шлях до ідеалізму. Цим вони намагаються підірвати, віру в можливість пізнання світу. «Зображення необхідно і неминуче передбачає об'єктивну реальність того, що „відображається“. „Умовний знак“, символ, ієрогліф є поняття, які вносять цілком непотрібний елемент агностицизму» (Ленін). Зображення ніколи не може повністю збігтися з предметом, який зображується, але це є зображення реально існуючого предмета, а не умовний знак. Ленін у книзі «Матеріалізм і емпіріокритицизм» критикував Плеханова за помилку, яка полягала в підміні марксистської теорії пізнання теорією ієрогліфів. В СРСР теорію ієрогліфів пропагували механісти (Аксельрод та інші). Теорія ієрогліфів у всяких різновидах поширена у філософії і у пов'язаному з нею природознавстві. 
Теорії ієрогліфів діалектичний матеріалізм протиставить теорію відображення.